# Zurheiden
Zurheiden ist ein Ortsteil der Ortsgemeinde Asbach im Landkreis Neuwied im nördlichen Rheinland-Pfalz. Der Ort ist landwirtschaftlich geprägt.

## Geographie
Der Weiler liegt im Niederwesterwald östlich des Hauptortes Asbach auf einer Anhöhe oberhalb und westlich des Krumbachs. Zurheiden ist nur über die Kreisstraße 66 mit dem Hauptort Asbach verbunden.

## Geschichte
Im Jahre 1517 wurde „Zur Heyden“ ein kurkölnischer Hof zusammen mit den untergegangenen Höfen „Heister“ und „Reisbroch“ urkundlich erwähnt. Der „Hof Heister“ lag am Weg nach Hussen, der „Hof Reisbroch“ an Weg nach Zurheiden. Landesherrlich gehörte Zurheiden zum Kurfürstentum Köln und zum Amt Altenwied und war Teil der „Honnschaft Limbach“. Nach einer 1660 vom Kölner Kurfürsten Maximilian Heinrich angeordneten Bestandsaufnahme hatte Zurheiden drei Höfe. Kirchlich gehörte Zurheiden immer zur Pfarrei Asbach und zum Erzbistum Köln.
Nachdem das Rheinland 1815 zu Preußen gekommen war, gehörte Zurheiden zur Gemeinde Limbach im damals neu gebildeten Kreis Neuwied und wurde von der Bürgermeisterei Asbach verwaltet. Nach einer Volkszählung aus dem Jahr 1885 hatte Zurheiden 32 Einwohner, die in neun Häusern lebten.
Bis zum 16. März 1974 gehörte Zurheiden zu der bis dahin eigenständigen Gemeinde Limbach. Aus ihr und den gleichzeitig aufgelösten Gemeinden Asbach und Schöneberg sowie einem Teil der Gemeinde Elsaff wurde am 16. März 1974 die Ortsgemeinde Asbach neu gebildet. 1987 zählte Zurheiden 58 Einwohner.